# Mieczysław Wnuk
Mieczysław Wnuk (* 1. Januar 1917 in Zakopane; † 20. April 2010 in Cincinnati) war ein polnischer nordischer Skisportler.

## Werdegang
Wnuk wurde am Neujahrstag 1917 als Sohn von Jan Wnuk und Józefa Krzeptowska-Wnuk in Zakopane geboren. Sein Vater war ein berühmter Koch und Gastronom, der seit 1907 den Wnuk-Gasthof in der Kościeliska Straße besaß. Das Gebäude steht heute noch unter Denkmalschutz. Er wuchs unter anderem mit seinem Bruder Włodzimierz auf, der später als Schriftsteller und Publizist bekannt wurde.
Bereits als Kind begann Wnuk mit dem Skisport, obwohl das Regelwerk seiner Schule dies verboten hatte. Nach seinem Schulabschluss begann Wnuk ein Studium der Rechtswissenschaft an der Jagiellonen-Universität in Krakau. Daher war er später auch berechtigt, an den akademischen Weltmeisterschaften teilzunehmen, die als Vorläufer der heutigen Universiade fungierten. Zunächst trat Wnuk, der für Wisła Zakopane startete, bei polnischen Meisterschaften an. Gemeinsam mit Jan Bochenek, Marian Woyna-Orlewicz und Michał Górski gewann er 1936 im 4 × 10-km-Staffellauf die Silbermedaille. Zwei Jahre später wurde er Polnischer Meister in der Nordischen Kombination sowie Vizemeister im 18×km-Skilanglauf und mit der Staffel. Wenige Wochen später nahm er an den Nordischen Skiweltmeisterschaften 1938 in Lahti teil, wo er in allen Ski-Nordisch-Disziplinen antrat. So belegte er im Skilanglauf über 18 Kilometer den 150., im Skisprung-Wettbewerb den 96. sowie in der Nordischen Kombination den 21. Platz.
Sein erfolgreichstes Jahr auf internationaler Ebene hatte er 1939. So erreichte er bei den Nordischen Skiweltmeisterschaften 1939 in Zakopane den achten Rang im Kombinations-Wettbewerb. Im 18×km-Langlauf belegte er den 59. Platz. Rund eine Woche später nahm er an den akademischen Weltmeisterschaften in Lillehammer teil, wo er den fünften Platz im Skispringen sowie den sechsten Rang im Skilanglauf über 18 Kilometer belegte. Darüber hinaus gewann er den Wettkampf in der Nordischen Kombination, was sein größter Erfolg seiner Karriere darstellte.
Aufgrund des Zweiten Weltkrieges konnte Wnuk seine Karriere nicht fortführen. Stattdessen leistete er in den ersten Kriegsmonaten Kurierdienste. Im Jahr 1940 gelang ihm unter anderem die Flucht nach Frankreich, wo er sich der ersten polnischen Division der französischen Armee anschloss. Darüber hinaus trat er nach komplizierten Jahren, in denen er zeitweise in Saragossa inhaftiert war, 1944 in Gibraltar in die britische Armee ein.
Nach dem Krieg komplettierte er seinen akademischen Grad an der polnischen Jura-Fakultät der Oxford-Universität. 1946 schloss er sein Studium erfolgreich ab, kehrte allerdings aufgrund des Kommunismus nicht nach Polen zurück. Im Jahr 1950 immigrierte Wnuk in die USA, wo er eine Familie gründete.

## Erinnerungen
Im Jahr 2006 veröffentlichte er seine Erinnerungen „Z Kościeliskiej do Anglii: wojenna tułaczka“, welche in Krakau publiziert wurden.